# هيروشي إيواساكي
هيروشي إيواساكي (岩崎ひろし إيواساكي هيروشي) هو ممثل ياباني ولد في 29 مايو 1953 في محافظة سايتاما.

## أدواره في الأنمي

### مسلسلات أنمي تلفزيونية
- كاوبوي بيبوب - جوليوس
- أرك ذا لاد - غالوانو
- ون بيس - دكتور هوغباك، كوماسي، كوروزومي أوروتشي
- تايغر آند باني - سايتو-سان
- ناروتو - شوكاكو
- ناروتو شيبودن - بانا
- تشايكا أميرة التابوت AVENGING BATTLE - كلاي مورغان
- معرض الفن المزيف - كيتشيي
- هايكيو!! ثانوية كاراسونو في مواجهة أكاديمية شيراتوريزاوا - شيزوياسو يوكوياما
- موب سايكو 100 - إيشيغورو الحقيقي
- الخطايا السبع المميتة: إعادة إحياء الوصايا - غالاند
- الخطايا السبع المميتة: غضب الحراس - غالاند
- كارول آند تيوزداي - توبي
- داي الشجاع (2020) - زوهو

### أنمي الإنترنت
- سيلور مون كريستال - وايزمان

### أفلام أنمي
- ماكيا: عندما تزهر زهرة الوعد - الملك ميزارتي

## أدواره في ألعاب الفيديو
- فاينل فانتسي X - يو مايكا

## أدواره في الدبلجة اليابانية
- جينيرايتور ريكس - العميل ستة
- دامو ستحيل - جيف كيليان
- ماي ليتل بوني: فرندشيب إز ماجيك - أفعى النهر
- جوني إنجلش - جوني إنجلش
- ليلة في المتحف - ثيودور روزفلت
- الطيار - نواه ديتريك
- تشاودر - مانغ دال
- وقت المغامرة - إيرل ليمونغراب
- الوالدان السحريان - دنزل كروكر
- المتحولون - بوبي بوليفيا
- سيارات - الملك
- زولاندر - موغاتو

## وصلات خارجية
- هيروشي إيواساكي على موقع IMDb (الإنجليزية)
- هيروشي إيواساكي على موقع ميوزك برينز (الإنجليزية)
- هيروشي إيواساكي على موقع قاعدة بيانات الفيلم (الإنجليزية)
- هيروشي إيواساكي على موقع كينوبويسك (الروسية)
- هيروشي إيواساكي على موقع ANN person (الإنجليزية)